# NSB Type 18
Die norwegische Dampflokomotivbaureihe Type 18 wurde zwischen 1900 und 1919 von der Sächsischen Maschinenfabrik Hartmann und der Hamar Jernstøberi (deutsch Eisengießerei Hamar) für die Norges Statsbaner (NSB), die staatliche Bahngesellschaft in Norwegen, gebaut.

## Geschichte
Die norwegischen Bahnstrecken, die dem Staat gehörten, waren zu der damaligen Zeit administrativ eigenständige Einheiten. Die Bauart war ursprünglich für die Nordbane bestimmt, wurde später aber auf vielen anderen Strecken in Norwegen eingesetzt. Insgesamt wurden 35 Lokomotiven der unterschiedlichen Bauarten 18a, 18b und 18c gefertigt. Die 18a 131 bis 138 wurden in Deutschland bei Hartmann erbaut, die restlichen Lokomotiven von Hamar Jernstøberi.

### NSB Type 18a
Die Nassdampf-Verbundlokomotiven der Type 18a waren auf den Nordbahnen (Røykenvikbanen (Jaren–Røykenvik), Gjøvikbanen (Grefsen–Gjøvik) und Skreiabanen (Reinsvoll–Skreia)) eingesetzt. Die acht Lokomotiven mit den Betriebsnummern 131–134 kamen 1900 von Hartmann in Chemnitz, Nr. 135–138 folgten 1901 und die Nr. 157 und 158 lieferte Hamar Jernstøberi 1903. Acht der zehn Loks wurden mit Ausnahme von Nr. 135 und 157 später in die Heißdampfbauart 18c mit einfacher Dampfdehnung umgebaut. Die Lokomotive 138 wurde durch Hartmann bei der Weltausstellung Paris 1900 gezeigt.

### NSB Type 18b

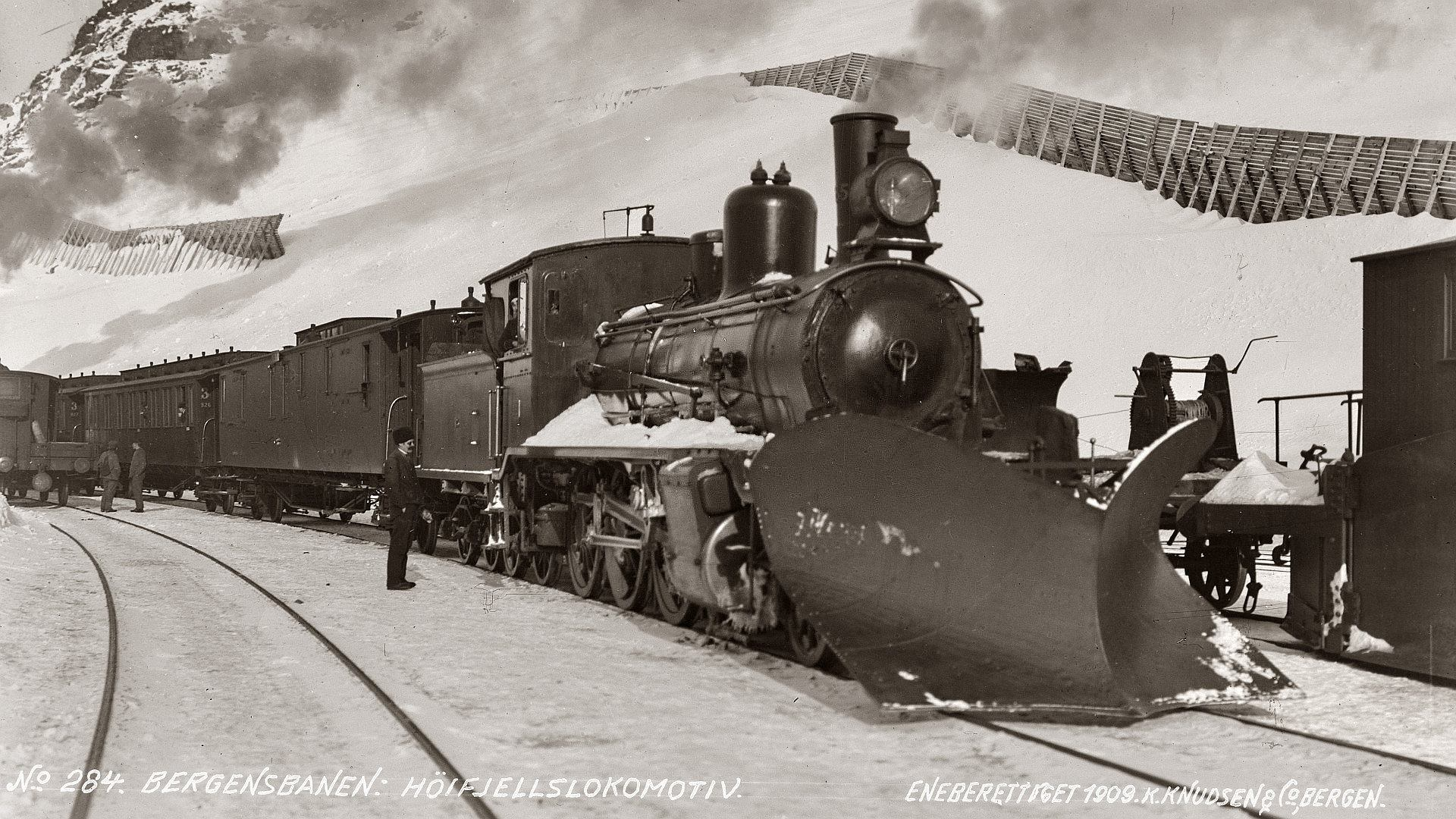
NSB 18b Nr. 185 Myrdal

Die Serie der Type 18b, ebenfalls eine Nassdampf-Verbundlokomotive, kam 1907 von Hamar Jernstøberi. Die sechs Lokomotiven waren für den Einsatz in der Region um Gjøvik und für die Bergensbane vorgesehen. Sie hatten die Betriebsnummern 184 bis 189. Beheimatet wurden die Maschinen in Bergen, Hamar, Trondheim, Kristiansand und Arendal. Sie kamen zudem auf den Streckenabschnitten Eidsvoll–Otta und Otta–Dombås der Dovrebahn zum Einsatz. Nr. 184 wurde 1938 und Nr. 186 1948 in die Type 18c umgebaut. Als letzte Loks der ehemaligen Type 18b wurden diese beiden im Jahre 1962 ausgemustert.

### NSB Type 18c

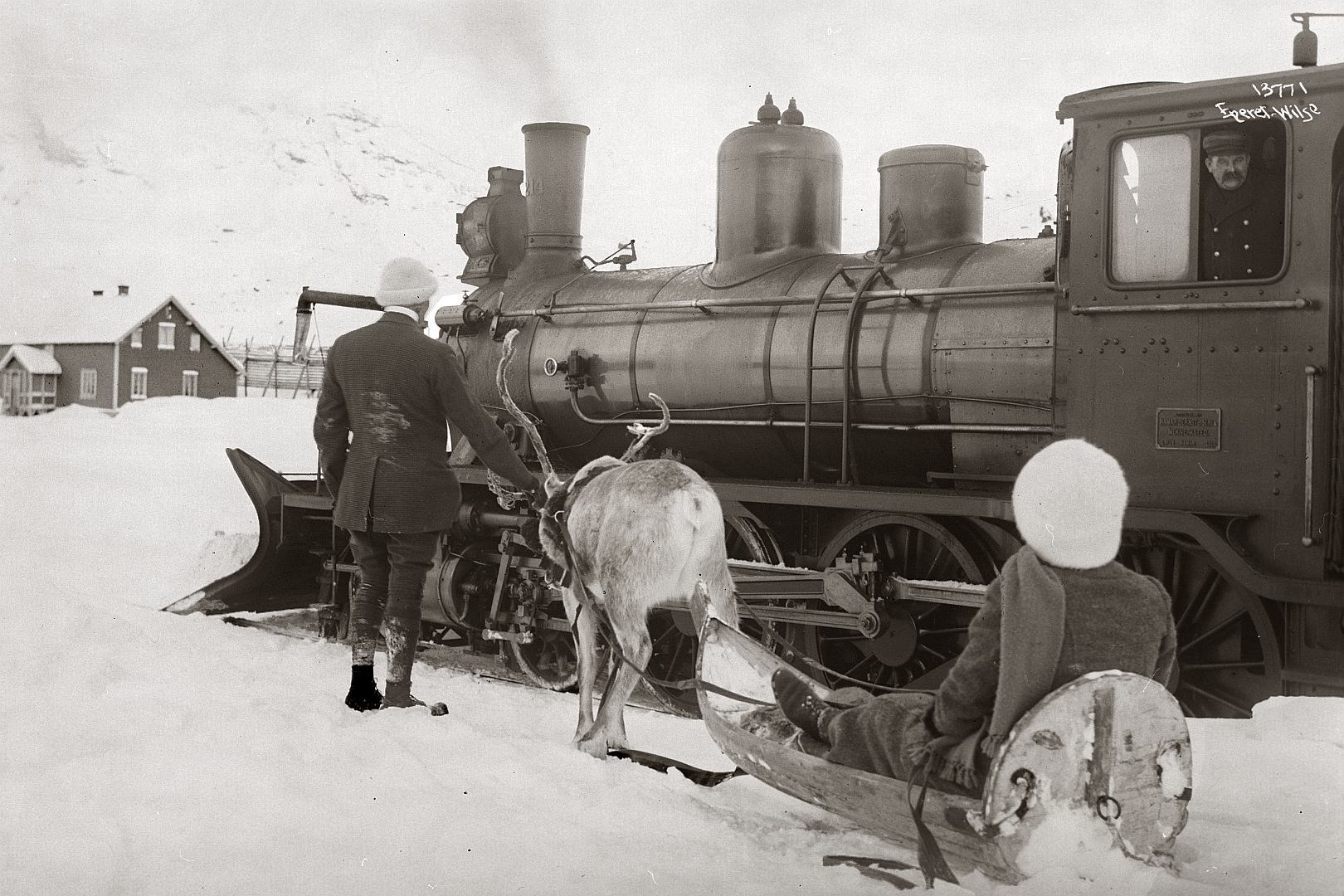
NSB 18c Nr. 214 Finse

Die Unterbauart 18c war etwas schwerer als die Vorgängertypen und hatte einen vergrößerten Zylinderdurchmesser. Bei den 19 original in Heißdampftechnik gebauten Maschinen dieser Bauart kam keine Verbundtechnik zum Einsatz. Sie wurden ebenfalls von Hamar Jernstøberi erbaut. In ihren Einsatzgebieten wurden sie später im Streckendienst von stärkeren Lokomotiven abgelöst und wanderten in untergeordnete Dienste ab. Nr. 134 war in der Zeit von 1964 bis zu ihrer Ausmusterung 1968 die älteste Lokomotive im Betrieb bei den NSB.

## Verbleib
Die letzte Lokomotive bei den NSB, 18c 255 (gebaut 1913 von Hamar Jernstøberi) wurde am 25. August 1969 außer Betrieb gestellt. Sie war ursprünglich auf der Eidsvoll–Ottabane im Einsatz und kam später in die Regionen um Drammen, Oslo und Trondheim. Zuletzt fuhr sie auf der Namsosbane von Grong nach Namsos. Die Lok blieb als Technisches Denkmal im Technischen Museum in Bergen erhalten und wurde von 1980 bis 1992 vom Norsk Jernbaneklubb restauriert. Seither ist sie jeden Sommer bei der Museumsbahn Gamle Vossebanen im Einsatz.